# ApRoR
ApRoR é um código dado a família de grupos de agentes que em geral são organofosforados, entre estes grupos estão o Azain (2-difluorofosforiloxipropano) e o Agrae (1-difluorofosforiloxietano), ambos agentes organofosforados, a vários grupos em que cada um tem características especificas como o grupo AZ e o grupo AG. Para um agente ser considerado da família ApRoR deve-se possuir características como possuir comumente dois átomos de flúor ligados a fosforila, já para encaixar entre os grupos desta família vai diferenciar o tipo de éster ligado a fósforila, se é um éster ou que tipos de ligantes vem junto, em si deve-se possuir A(agente com ligantes)-p(fósforo)-R(flúor)-o(oxigênio)-R(flúor) em sua estrutura.

## Descrição dos agentes
Todos os grupos possuem agentes organofosforados, os agentes constituintes são extremamente nocivos a saúde, não possuem na maioria das vezes cheiro, gosto, cor, são muito voláteis, são pouco persistentes em ambiente e tendem reagir com agentes nucleófilos para formar ácido fosfórico e derivados do fluoreto de hidrogênio e de alcoóis, agentes híbridos como o Novembro agente são misturas de grupos comumente obtido pela reação dos  derivados de Agrae, Azain, AAEnio e Ancídio com um catalisador de selênio.

## Efeitos
Todos os agentes dos grupos que constituem a família ApRoR inibem a enzima acetilcolinesterase de decompor a acetilcolina nas sinapses, sendo assim, todos atacam o sistema nervoso central e por isso a manipulação dos agentes deve ser feita com grande cuidado.
Intoxicação com agentes organofosforados devem ser tratados com atropina e pralidoxima e deve administrar Brometo de pirodostigmina

## Categorias
Há várias categorias nas quais são grupos como AZ e AG que possuem agentes organofosforados que diferenciam no álcool ligado a fosforila.

## Agentes conhecidos
A vários agentes desta família que são catalogados, porém, a agentes extremamente perigosos que não são catalogados ou simplesmente não são ditos em outras mídias, um exemplo é o 2-fluoroetil[2-(diisopropilamino)etil]selenilfosfonofluoridato  seu nome é dado como Novembro agente, os mais conhecidos são do grupo AZ, AP, AG, AN, AS.

## AZ grupo
O AZ grupo é o principal grupo de agentes da família ApRoR o agente mais comum do grupo AZ possui a hidroxila ligada a carbono secundário como o Propan-2-ol, 2-difluorofosforiloxipropano ou Azain é o agente deste grupo mais comum e simples.

## AG grupo
O AG grupo é um grupo secundário da família ApRoR o agente mais comum do grupo AG possui a hidroxila ligada a carbono primário como o etanol, 1-difluorofosforiloxietano ou Agrae é o agente deste grupo mais comum e simples.

## AP grupo
O AP grupo é um grupo secundário da família ApRoR o agente mais comum do grupo AP  possui a hidroxila ligada a carbono de um anel benzênico como o Benzeno, difluorofosforiloxibenzeno  ou Apro é o agente deste grupo mais comum e simples.

## AN grupo
O AN grupo é um grupo secundário da família ApRoR o agente mais comum do grupo AN possui a hidroxila ligada a uma amina como a dimetilamina , N-difluorofosforil-N-metilmetanamino ou Ancídio.